# Alexander Morosow (Biathlet)
Alexander Morosow (* 1. Juli 1958) ist ein kasachischer Sommerbiathlet in der Stilrichtung Crosslauf.
Bei den Offenen asiatischen Sommerbiathlon-Meisterschaften 2008 in Tscholpon-Ata belegte Alexander Morosow im Einzelwettbewerb Platz fünf. Bei 12 Schießfehlern hatte der zu dieser Zeit schon Fünfzigjährige mehr als sieben Minuten Rückstand auf den ebenfalls kasachischen Sieger Ruslan Nasirov.